# Tích Khê
Tích Khê (chữ Hán giản thể: 绩溪县, Hán Việt: Tích Khê huyện) là một huyện thuộc địa cấp thị Tuyên Thành, tỉnh An Huy, Cộng hòa Nhân dân Trung Hoa. Huyện Tích Khê có diện tích 1126 km2, dân số 180.000 người. Về mặt hành chính, quận này được chia thành 7 trấn, 4 hương.
- Trấn: Kim Sa, Hoa Dương, Lâm Khê, Thượng Trang, Trường An, Dương Khê, Phục Linh.
- Hương: Gia Bằng, Bản Kiều Đầu, Doanh Châu, Kinh Châu.

## Khí hậu
| Dữ liệu khí hậu của Tích Khê, elevation 191 m (627 ft), (1991–2020 normals) | Dữ liệu khí hậu của Tích Khê, elevation 191 m (627 ft), (1991–2020 normals) | Dữ liệu khí hậu của Tích Khê, elevation 191 m (627 ft), (1991–2020 normals) | Dữ liệu khí hậu của Tích Khê, elevation 191 m (627 ft), (1991–2020 normals) | Dữ liệu khí hậu của Tích Khê, elevation 191 m (627 ft), (1991–2020 normals) | Dữ liệu khí hậu của Tích Khê, elevation 191 m (627 ft), (1991–2020 normals) | Dữ liệu khí hậu của Tích Khê, elevation 191 m (627 ft), (1991–2020 normals) | Dữ liệu khí hậu của Tích Khê, elevation 191 m (627 ft), (1991–2020 normals) | Dữ liệu khí hậu của Tích Khê, elevation 191 m (627 ft), (1991–2020 normals) | Dữ liệu khí hậu của Tích Khê, elevation 191 m (627 ft), (1991–2020 normals) | Dữ liệu khí hậu của Tích Khê, elevation 191 m (627 ft), (1991–2020 normals) | Dữ liệu khí hậu của Tích Khê, elevation 191 m (627 ft), (1991–2020 normals) | Dữ liệu khí hậu của Tích Khê, elevation 191 m (627 ft), (1991–2020 normals) | Dữ liệu khí hậu của Tích Khê, elevation 191 m (627 ft), (1991–2020 normals) |
| Tháng                                                                       | 1                                                                           | 2                                                                           | 3                                                                           | 4                                                                           | 5                                                                           | 6                                                                           | 7                                                                           | 8                                                                           | 9                                                                           | 10                                                                          | 11                                                                          | 12                                                                          | Năm                                                                         |
| --------------------------------------------------------------------------- | --------------------------------------------------------------------------- | --------------------------------------------------------------------------- | --------------------------------------------------------------------------- | --------------------------------------------------------------------------- | --------------------------------------------------------------------------- | --------------------------------------------------------------------------- | --------------------------------------------------------------------------- | --------------------------------------------------------------------------- | --------------------------------------------------------------------------- | --------------------------------------------------------------------------- | --------------------------------------------------------------------------- | --------------------------------------------------------------------------- | --------------------------------------------------------------------------- |
| Trung bình ngày tối đa °C (°F)                                              | 9.5 (49.1)                                                                  | 12.3 (54.1)                                                                 | 16.6 (61.9)                                                                 | 22.7 (72.9)                                                                 | 27.2 (81.0)                                                                 | 29.4 (84.9)                                                                 | 33.3 (91.9)                                                                 | 33.2 (91.8)                                                                 | 29.4 (84.9)                                                                 | 24.4 (75.9)                                                                 | 18.4 (65.1)                                                                 | 12.0 (53.6)                                                                 | 22.4 (72.3)                                                                 |
| Trung bình ngày °C (°F)                                                     | 4.2 (39.6)                                                                  | 6.6 (43.9)                                                                  | 10.6 (51.1)                                                                 | 16.4 (61.5)                                                                 | 21.2 (70.2)                                                                 | 24.3 (75.7)                                                                 | 27.7 (81.9)                                                                 | 27.3 (81.1)                                                                 | 23.6 (74.5)                                                                 | 18.1 (64.6)                                                                 | 12.0 (53.6)                                                                 | 6.0 (42.8)                                                                  | 16.5 (61.7)                                                                 |
| Tối thiểu trung bình ngày °C (°F)                                           | 0.7 (33.3)                                                                  | 2.7 (36.9)                                                                  | 6.3 (43.3)                                                                  | 11.6 (52.9)                                                                 | 16.5 (61.7)                                                                 | 20.6 (69.1)                                                                 | 23.5 (74.3)                                                                 | 23.4 (74.1)                                                                 | 19.5 (67.1)                                                                 | 13.6 (56.5)                                                                 | 7.6 (45.7)                                                                  | 2.0 (35.6)                                                                  | 12.3 (54.2)                                                                 |
| Lượng Giáng thủy trung bình mm (inches)                                     | 74.2 (2.92)                                                                 | 89.6 (3.53)                                                                 | 149.7 (5.89)                                                                | 162.0 (6.38)                                                                | 188.0 (7.40)                                                                | 348.2 (13.71)                                                               | 207.5 (8.17)                                                                | 126.4 (4.98)                                                                | 73.6 (2.90)                                                                 | 52.6 (2.07)                                                                 | 61.7 (2.43)                                                                 | 49.1 (1.93)                                                                 | 1.582,6 (62.31)                                                             |
| Số ngày giáng thủy trung bình (≥ 0.1 mm)                                    | 13.0                                                                        | 12.3                                                                        | 15.9                                                                        | 14.3                                                                        | 14.3                                                                        | 16.2                                                                        | 12.9                                                                        | 13.4                                                                        | 8.8                                                                         | 7.8                                                                         | 9.6                                                                         | 9.4                                                                         | 147.9                                                                       |
| Số ngày tuyết rơi trung bình                                                | 4.4                                                                         | 2.6                                                                         | 0.8                                                                         | 0                                                                           | 0                                                                           | 0                                                                           | 0                                                                           | 0                                                                           | 0                                                                           | 0                                                                           | 0.2                                                                         | 1.7                                                                         | 9.7                                                                         |
| Độ ẩm tương đối trung bình (%)                                              | 75                                                                          | 74                                                                          | 75                                                                          | 74                                                                          | 76                                                                          | 81                                                                          | 78                                                                          | 78                                                                          | 76                                                                          | 73                                                                          | 75                                                                          | 73                                                                          | 76                                                                          |
| Số giờ nắng trung bình tháng                                                | 106.6                                                                       | 104.6                                                                       | 119.1                                                                       | 137.6                                                                       | 159.0                                                                       | 123.1                                                                       | 191.3                                                                       | 188.7                                                                       | 164.0                                                                       | 165.2                                                                       | 137.8                                                                       | 127.5                                                                       | 1.724,5                                                                     |
| Phần trăm nắng có thể                                                       | 33                                                                          | 33                                                                          | 32                                                                          | 35                                                                          | 38                                                                          | 29                                                                          | 45                                                                          | 47                                                                          | 45                                                                          | 47                                                                          | 43                                                                          | 40                                                                          | 39                                                                          |
| Nguồn: China Meteorological Administration                                  |                                                                             |                                                                             |                                                                             |                                                                             |                                                                             |                                                                             |                                                                             |                                                                             |                                                                             |                                                                             |                                                                             |                                                                             |                                                                             |